# 2. česká národní hokejová liga 1973/1974
2. česká národní hokejová liga 1973/1974 byla 1. ročníkem jedné ze skupin československé třetí nejvyšší hokejové soutěže, druhou nejvyšší samostatnou v rámci České socialistické republiky.

## Systém soutěže
24 týmů bylo rozděleno do tří osmičlenných regionálních skupin. Ve skupinách se všech 8 klubů utkalo čtyřkolově každý s každým (celkem 28 kol). Vítězové všech tří skupin postoupili do kvalifikace o 1. českou národní hokejovou ligu, ve které se utkaly dvoukolově každý s každým (celkem 4 kola). První dvě mužstva postoupila do dalšího ročníku 1. ČNHL.
Týmy na posledních místech každé skupiny sestoupily do divize.

## Základní část

### Skupina A
| Poř. | Tým                    | Z  | V  | R | P  | VB  | OB  | B  |
| ---- | ---------------------- | -- | -- | - | -- | --- | --- | -- |
| 1.   | TJ SONP Kladno B       | 28 | 19 | 3 | 6  | 153 | 80  | 41 |
| 2.   | TJ Baník Sokolov       | 28 | 16 | 6 | 6  | 112 | 85  | 38 |
| 3.   | TJ Slavia Karlovy Vary | 28 | 16 | 3 | 9  | 117 | 97  | 35 |
| 4.   | TJ Slovan NV Louny     | 28 | 14 | 1 | 13 | 116 | 99  | 29 |
| 5.   | VTJ Dukla Příbram      | 28 | 13 | 2 | 13 | 114 | 134 | 28 |
| 6.   | TJ Jitex Písek         | 28 | 12 | 1 | 15 | 91  | 101 | 25 |
| 7.   | VTJ Dukla Písek        | 28 | 10 | 2 | 16 | 92  | 118 | 22 |
| 8.   | TJ Šumavan Vimperk     | 28 | 2  | 2 | 24 | 78  | 159 | 6  |

Před zahájením soutěže došlo ke změně názvu TJ Secheza Lovosice na TJ SONP Kladno B. TJ SONP Kladno B hrála svá domácí utkání v Lovosicích.

### Skupina B
| Poř. | Tým                              | Z  | V  | R | P  | VB  | OB  | B  |
| ---- | -------------------------------- | -- | -- | - | -- | --- | --- | -- |
| 1.   | TJ Spartak ZVÚ Hradec Králové    | 28 | 23 | 2 | 3  | 221 | 82  | 48 |
| 2.   | TJ Jiskra Havlíčkův Brod         | 28 | 17 | 4 | 7  | 137 | 88  | 38 |
| 3.   | TJ Kolín                         | 28 | 17 | 3 | 8  | 163 | 94  | 37 |
| 4.   | TJ Autoškoda Mladá Boleslav      | 28 | 15 | 4 | 9  | 142 | 86  | 34 |
| 5.   | VTJ Dukla Litoměřice             | 28 | 13 | 2 | 13 | 102 | 111 | 28 |
| 6.   | TJ Uhelné sklady Praha           | 28 | 6  | 5 | 17 | 85  | 164 | 17 |
| 7.   | TJ Spartak Nové Město nad Metují | 28 | 6  | 4 | 18 | 91  | 151 | 16 |
| 8.   | TJ Dvůr Králové nad Labem        | 28 | 2  | 2 | 24 | 65  | 230 | 6  |

### Skupina C
| Poř. | Tým                          | Z  | V  | R | P  | VB  | OB  | B  |
| ---- | ---------------------------- | -- | -- | - | -- | --- | --- | -- |
| 1.   | TJ Tatra Kopřivnice          | 28 | 19 | 3 | 6  | 129 | 64  | 41 |
| 2.   | TJ TŽ VŘSR Třinec            | 28 | 20 | 1 | 7  | 116 | 76  | 41 |
| 3.   | TJ AZ Havířov                | 28 | 13 | 5 | 10 | 97  | 82  | 31 |
| 4.   | TJ Zbrojovka Vsetín          | 28 | 11 | 4 | 13 | 87  | 87  | 26 |
| 5.   | TJ Lokomotiva Pramet Šumperk | 28 | 11 | 1 | 16 | 87  | 119 | 23 |
| 6.   | TJ ZMS Třebíč                | 28 | 9  | 4 | 15 | 98  | 115 | 22 |
| 7.   | VTJ Dukla Hodonín            | 28 | 9  | 2 | 17 | 93  | 124 | 20 |
| 8.   | TJ Baník OKD Ostrava         | 28 | 9  | 2 | 17 | 78  | 118 | 20 |

Týmy TJ Šumavan Vimperk, TJ Dvůr Králové nad Labem a TJ Baník OKD Ostrava sestoupily do divize. Nahradily je kluby, jež uspěly v kvalifikaci TJ Kaučuk Kralupy nad Vltavou, TJ Baník Příbram a TJ Meochema Přerov.

## Kvalifikace o 1. ČNHL
| Poř. | Tým                           | Z | V | R | P | VB | OB | B |
| ---- | ----------------------------- | - | - | - | - | -- | -- | - |
| 1.   | TJ SONP Kladno B              | 4 | 2 | 1 | 1 | 23 | 17 | 5 |
| 2.   | TJ Tatra Kopřivnice           | 4 | 2 | 0 | 2 | 14 | 13 | 4 |
| 3.   | TJ Spartak ZVÚ Hradec Králové | 4 | 1 | 1 | 2 | 17 | 24 | 3 |

Týmy TJ SONP Kladno B a TJ Tatra Kopřivnice postoupily do dalšího ročníku 1. ČNHL. Nahradily je sestupující týmy TJ Moravia DS Olomouc a TJ DP I. ČLTK Praha.